# El descens de les aigües del Diluvi
El Descens de les aigües del Diluvi, en títol original -The Subsiding of the Waters of the Deluge- és una obra de Thomas Cole, de l'any 1829.

## Temàtica
El descens de les aigües del Diluvi universal està narrat al Pentateuc, a［Gn 8:6-14］, però Thomas Cole només estava parcialment interessat en representar l'episodi bíblic, i l'Arca de Noè és d'una mida minúscula. El seu principal interès era una representació del renaixement i de la redempció després d'una confrontació. També volia representar la qualitat purificadora d'una "inundació", que en aquest cas sembla tenir per resultat uns Estats Units esdevinguts un "nou Edèn", lliures del poder abusiu de les monarquies europees.

## Anàlisi
Oli sobre llenç; 90,8 x 121,3 cm.;1829; Smithsonian American Art Museum, Washington DC.
Thomas Cole pensava els Estats Units d'Amèrica com un nou començament per a la civilització. Segons creia, la Revolució Americana havia estat comparable a la història bíblica del Diluvi Universal, en aquest cas, eliminant el despotisme de la Corona britànica. Per a Cole, en aquesta obra, les aigües de la inundació impliquen un futur rialler per a la jove república. Un crani solitari sobre les roques suggereix que el món s'ha rentat de la bogeria humana. Al centre de la pintura, un colom vola cap a la terra, i l'Arca de Noè flota sobre les aigües tranquil·les, a punt per entrar en una nova era.

## Procedència
- Regal de Mrs. Katie Dean en memòria de Minnibel S. and James Wallace Dean
- Comprat pel Museu mitjançant la Smithsonian Institution Collections Acquisition Program